# أنديرس سيمونسين
أنديرس سيمونسين (بالدنماركية: Anders Simonsen)‏ هو مدرب كرة قدم ولاعب كرة قدم دنماركي في مركز الوسط، ولد في 9 مارس 1983 في الدنمارك في مملكة الدنمارك. لعب مع نادي هرفوليه.